# رائول بانفی
رائول بانفی (اسپانیایی: Raúl Banfi‎; ۱۴ نوامبر ۱۹۱۴ – ۱۰ دسامبر ۱۹۸۲)  بازیکن فوتبال اهل اروگوئه بود.
از باشگاه‌هایی که در آن بازی کرده‌است می‌توان به مودنا، و یوونتوس، مودنا، و باشگاه فوتبال راسینگ کلوب آویاندا اشاره کرد.